# بيج أباد
بيج أباد هي قرية في مقاطعة أشنوية، إيران. يقدر عدد سكانها بـ 435 نسمة بحسب إحصاء 2016.